# What’s Love Got to Do with It
What’s Love Got to Do with It ist ein Popsong von Tina Turner, der im Mai 1984 als zweite Singleauskopplung aus dem Album Private Dancer erschien. Das Stück belegte drei Wochen Platz eins der US-Charts.

## Geschichte
Der Song wurde von Terry Britten und Graham Lyle geschrieben und war ursprünglich für Phyllis Hyman gedacht. Die Autoren ließen sich jedoch von Tina Turners Scheidung dazu anregen, diese Künstlerin den Titel singen zu lassen. Auf der B-Seite der Single findet sich Rock and Roll Widow. Die Regie zum in New York City gedrehten Musikvideo führte Mark Robinson. Das Musikvideo wurde bei den MTV Video Music Awards 1985 in der Kategorie Best Female Video ausgezeichnet.
1992 diente das Stück als Soundtrack zum Film Tina – What’s Love Got to Do with It? und wurde auch als Namensgeber verwendet.

## Rezeption

### Original
Das Stück erhielt bei den Grammy Awards 1985 Preise für den Song of the Year 1985, Record of the Year 1985 und Best Pop Vocal Performance, Female. What’s Love Got to Do with It belegt Platz 316 der 500 besten Songs aller Zeiten der Musikzeitschrift Rolling Stone.

#### Chartplatzierungen
| ChartsChartplatzierungen       | Höchstplatzierung | Wochen |
| ------------------------------ | ----------------- | ------ |
| Deutschland (GfK)              | 7 (24 Wo.)        | 24     |
| Österreich (Ö3)                | 4 (12 Wo.)        | 12     |
| Schweiz (IFPI)                 | 8 (18 Wo.)        | 18     |
| Vereinigte Staaten (Billboard) | 1 (28 Wo.)        | 28     |
| Vereinigtes Königreich (OCC)   | 3 (18 Wo.)        | 18     |

| ChartsJahrescharts (1984)      | Platzierung |
| ------------------------------ | ----------- |
| Deutschland (GfK)              | 35          |
| Vereinigte Staaten (Billboard) | 2           |
| Vereinigtes Königreich (OCC)   | 20          |

#### Auszeichnungen für Musikverkäufe

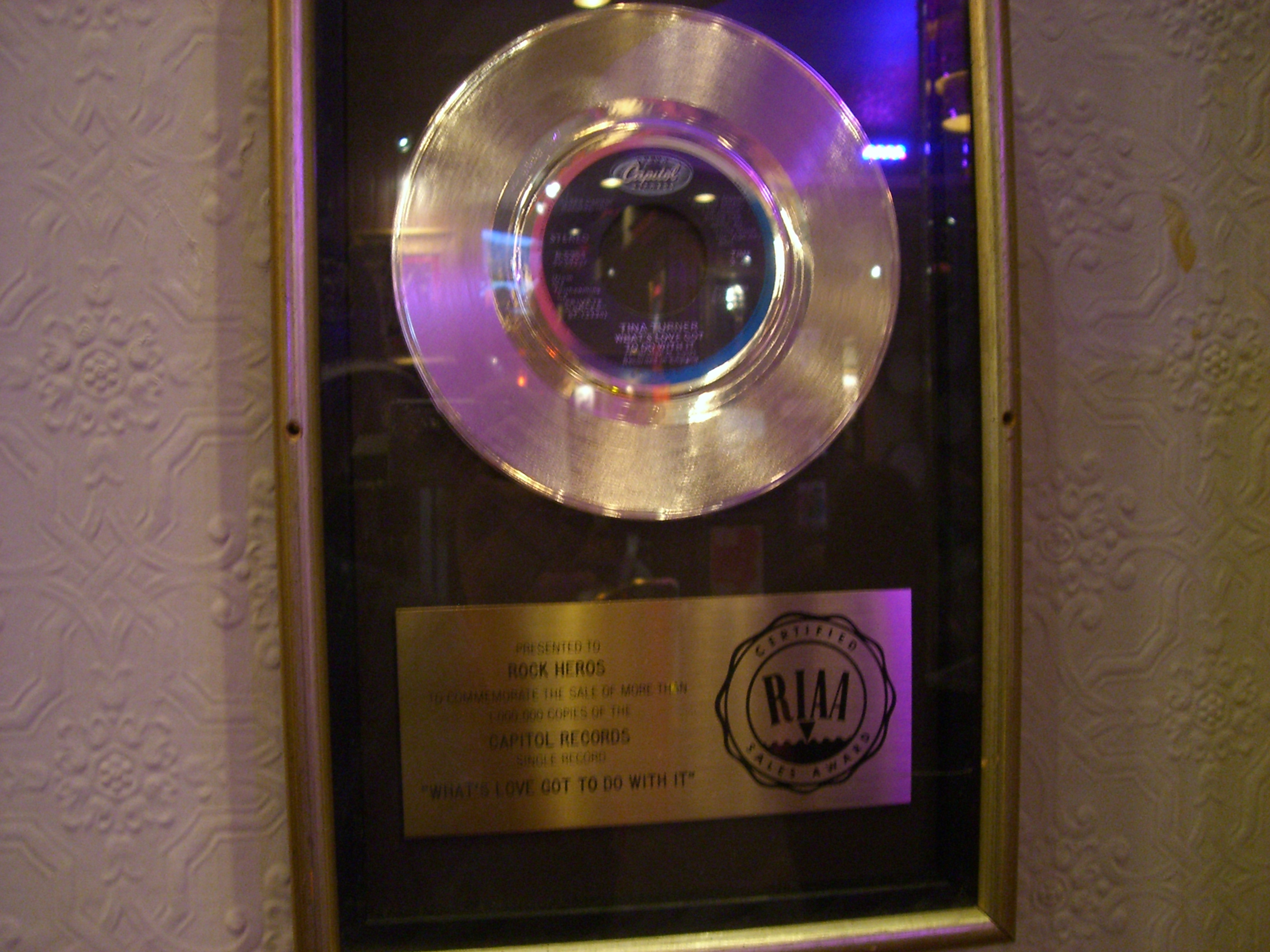
RIAA-Goldauszeichnung von What’s Love Got to Do with It

| Land/Region                  | Auszeichnungen für Musikverkäufe (Land/Region, Auszeichnung, Verkäufe) | Verkäufe  |
| ---------------------------- | ---------------------------------------------------------------------- | --------- |
| Dänemark (IFPI)              | Gold                                                                   | 45.000    |
| Kanada (MC)                  | Platin                                                                 | 100.000   |
| Neuseeland (RMNZ)            | 2× Platin                                                              | 60.000    |
| Spanien (Promusicae)         | Platin                                                                 | 60.000    |
| Vereinigte Staaten (RIAA)    | Gold                                                                   | 1.000.000 |
| Vereinigtes Königreich (BPI) | Platin                                                                 | 600.000   |
| Insgesamt                    | 2× Gold · 5× Platin ·                                                  | 1.865.000 |

Hauptartikel: Tina Turner/Auszeichnungen für Musikverkäufe

### Version mit Kygo (2020)
Ein Remix zusammen mit dem norwegischen DJ und Musikproduzenten Kygo erschien am 17. Juli 2020. Es handelt sich um die letzte Veröffentlichung von Tina Turner vor ihrem Tod 2023.

#### Chartplatzierungen
| ChartsChartplatzierungen       | Höchstplatzierung | Wochen |
| ------------------------------ | ----------------- | ------ |
| Deutschland (GfK)              | 26 (18 Wo.)       | 18     |
| Österreich (Ö3)                | 23 (13 Wo.)       | 13     |
| Schweiz (IFPI)                 | 6 (18 Wo.)        | 18     |
| Vereinigte Staaten (Billboard) | 7 (20 Wo.)        | 20     |
| Vereinigtes Königreich (OCC)   | 31 (12 Wo.)       | 12     |

| ChartsJahrescharts (2020) | Platzierung |
| ------------------------- | ----------- |
| Schweiz (IFPI)            | 66          |

#### Auszeichnungen für Musikverkäufe
| Land/Region                  | Auszeichnungen für Musikverkäufe (Land/Region, Auszeichnung, Verkäufe) | Verkäufe |
| ---------------------------- | ---------------------------------------------------------------------- | -------- |
| Dänemark (IFPI)              | Gold                                                                   | 45.000   |
| Deutschland (BVMI)           | Gold                                                                   | 200.000  |
| Kanada (MC)                  | Gold                                                                   | 40.000   |
| Neuseeland (RMNZ)            | Gold                                                                   | 15.000   |
| Österreich (IFPI)            | Platin                                                                 | 30.000   |
| Polen (ZPAV)                 | Platin                                                                 | 20.000   |
| Schweiz (IFPI)               | Gold                                                                   | 10.000   |
| Spanien (Promusicae)         | Gold                                                                   | 30.000   |
| Vereinigtes Königreich (BPI) | Silber                                                                 | 200.000  |
| Insgesamt                    | 1× Silber · 7× Gold · 2× Platin ·                                      | 590.000  |

Hauptartikel: Tina Turner/Auszeichnungen für Musikverkäufe

## Weitere Coverversionen (Auswahl)
1996 erschien eine Hip-Hop-Version von Warren G und Adina Howard mit modifiziertem Text, die ebenfalls erfolgreich war. In weiteren Titeln wurde das Stück gecovert und Teile davon gesampelt.
- 1985: Weird Al Yankovic
- 1985: Purple Schulz
- 1985: Ray Conniff
- 1989: Munich Symphonic Sound Orchestra
- 2000: Bucks Fizz[11]
- 2001: Cliff Richard
- 2007: Shaggy feat. Akon